# Ким, Владимир Владимирович
Владимир Владимирович Ким (род. 1956) — российский бард, выпускник Новосибирского Электротехнического Института.
Владимир Ким стоял у истоков фестиваля авторской песни «Струны души».

## Биография
Родился 24 ноября 1956 года.
Окончил Новосибирский электротехнический институт по специальности «инженер-электроник» (1983).
Работал в Сибири и Казахстане. Обслуживал станки с ЧПУ. Затем жил в Волгодонске Ростовской области.
В настоящее время живёт в станице Романовской. Преподает в школе компьютерную грамоту. Пишет песни на свои стихи.